# Villa Giustinian

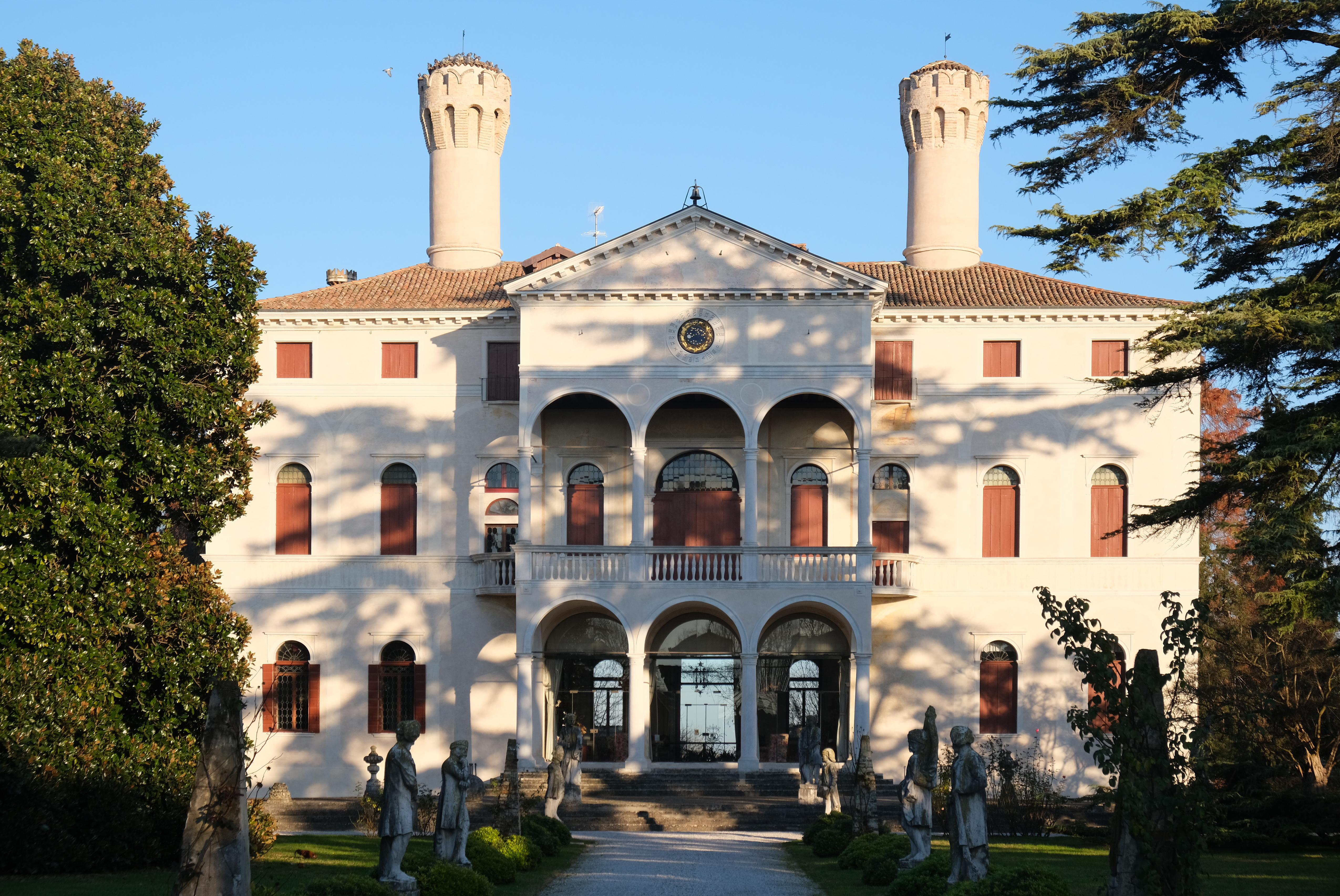
Die Villa Giustinian

Die Villa Giustinian liegt in Roncade, Via Roma 141, Provinz Treviso, Italien.

## Geschichte
Die Villa, die wegen ihres imposanten Erscheinungsbildes auch oft als Castello bezeichnet wird, wurde zwischen 1511 und 1520 von Agnesina Badoer, der Frau des Girolamo Giustinian, in Auftrag gegeben. Der Bau wird mitunter Tullio Lombardo zugeschrieben.
1931 gelangte die Villa in den Besitz des Barons Ciani Bassetti und ist heute noch Familienbesitz.

## Beschreibung
Die im Grundriss rechteckige Villa besitzt auf der Vorderseite eine vorspringende Doppelloggia mit Säulen aus istrischem Stein (pietra d´Istria), die mit einem Dreiecksgiebel abgeschlossen ist. Die Villa ist auf drei Seiten von einer mächtigen Mauer mit Türmen umschlossen, die von einem Wassergraben umgeben war. Heute führt noch der Eingang über eine Brücke zwischen zwei mächtigen Türmen in den Innenhof. Dieses wehrhafte Aussehen war jedoch nie für Verteidigungszwecke gedacht, sondern sollte den feudalen Anspruch seiner Besitzer unterstreichen. An den seitlichen Umfassungsmauern liegen zwei Wirtschaftsgebäude (barchesse) mit einer Arkadenfront. Die gesamte Anlage war als landwirtschaftlicher Betrieb (villa fattoria) geplant und ist es bis heute geblieben. 
Die Villa ist von einem Garten im italienischen Stil mit geschnittenen Buchsrabatten und zahlreichen Statuen umgeben. 
Nach einer umfangreichen Restaurierung dient die stilvolle venezianische Villa seit 1992 als 4-Sterne-Hotel mit insgesamt 35 Zimmern und Suiten.